# Kemal Monteno

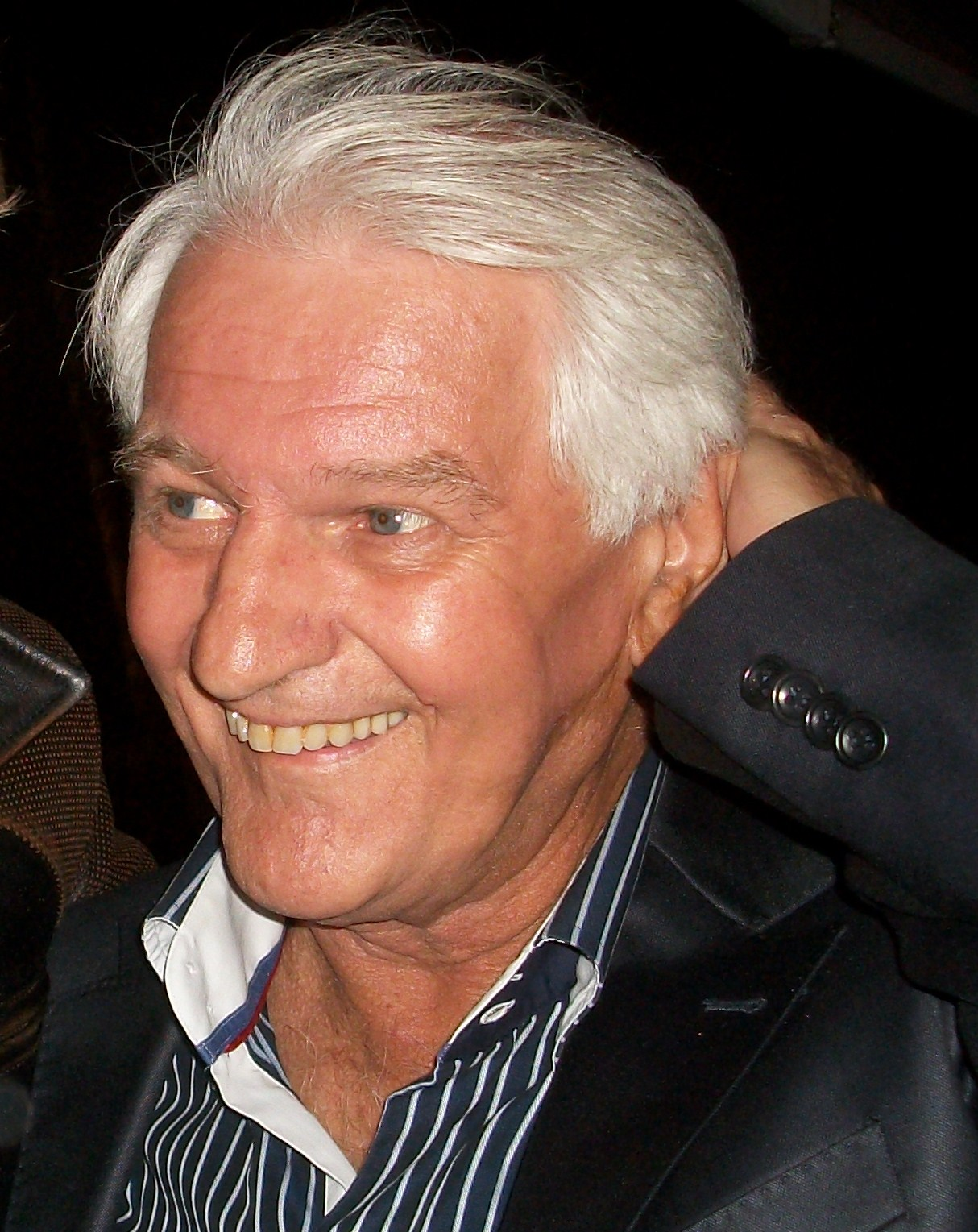
Kemal Monteno (2011 in Klagenfurt)

Kemal Monteno (* 17. September 1948 in Sarajevo, Jugoslawien; † 21. Januar 2015 in Zagreb, Kroatien) war ein bosnischer Schlagersänger und Liedermacher.

## Leben und Karriere
Er war der Sohn eines Italieners und einer Bosnierin. Sein erster Song Lidija wurde 1967 veröffentlicht. Mit Hits wie Nekako s proljeća und Sarajevo ljubavi moja feierte er große Erfolge im ehemaligen Jugoslawien. Sein größter Hit war Nije htjela (Sie wollte nicht), der zu einem Evergreen wurde. Diesen nahm er auch im Duett mit dem kroatischen Interpreten Oliver Dragojević auf.
Im Laufe seiner Karriere nahm er zahlreiche Duette mit Interpreten aus dem gesamten ehemaligen Jugoslawien, wie Crvena Jabuka, Danijela Martinović, Boris Novković, Neda Ukraden, Tereza Kesovija, Paula Jusić, Jellena, Dušan Svilar und vielen weiteren auf.
Monteno starb am 21. Januar 2015 in Zagreb aufgrund einer Sepsis, verursacht durch Komplikationen nach einer Nierentransplantation.

## Diskografie

### Alben
- 1973: Muziko, ljubavi moja
- 1975: Žene, žene
- 1977: Moje pjesme, moji snovi
- 1980: Za svoju dušu
- 1982: Dolly Bell
- 1984: Uvijek ti se vraćam
- 1985: Moje najdraže pjesme
- 1986: Romantična ploča
- 1988: Kako da te zaboravim
- 2000: Hvala Svima (HR: Gold)[6]
- 2004: Dunje i kolači
- 2009: Samo malo ljubavi
- 2013: Šta je život

### Kompilationen
- 1996: Moje Pjesme

### Singles (Auswahl)
- 1973: Jedne Noći U Decembru
- 1980: Nije Htjela
- 1985: Sarajevo, ljubavi moja
- 1991: Nekako s proljeća (mit Crvena jabuka)
- 1997: Daleko (mit Boris Novković)
- 2000: Ovako Ne Mogu Dalje (mit Danijela Martinović)
- 2000: Ni U Tvom Srcu (mit Rade Šerbedžija)
- 2000: Vratio sam se zivote
- 2013: Majske Kiše (mit Teška industrija)